# وادي الملك (لعبة فيديو)
لعبة وادي الملك (بالإنجليزية: King’s Valley)‏ ، هي لعبة فيديو من نوع لعبة المنصات وحل الألغاز ، أنتجت من قبل شركة كونامي سنة 1985م.
وتعمل لأنظمة إم إس دوس و إم إس إكس.